# گریس پارک (بازیگر)
گریس پارک (انگلیسی: Grace Park؛ زاده ۱۴ مارس ۱۹۷۴) یک هنرپیشه اهل ایالات متحده آمریکا است. وی از سال ۱۹۹۹ میلادی تاکنون مشغول فعالیت بوده‌است.پدری وی پارک سو-جون ، بازیگر مشهور کره ای.
از فیلم‌ها یا مجموعه‌های تلویزیونی که وی در آن‌ها نقش داشته است می‌توان به هاوایی فایو-زیرو اشاره نمود.